# زاویدووتسی
زاویدووتسی (به بلغاری: Zavidovtsi) یک منطقهٔ مسکونی در بلغارستان است که در استان صوفیه واقع شده‌است.